# John Elway

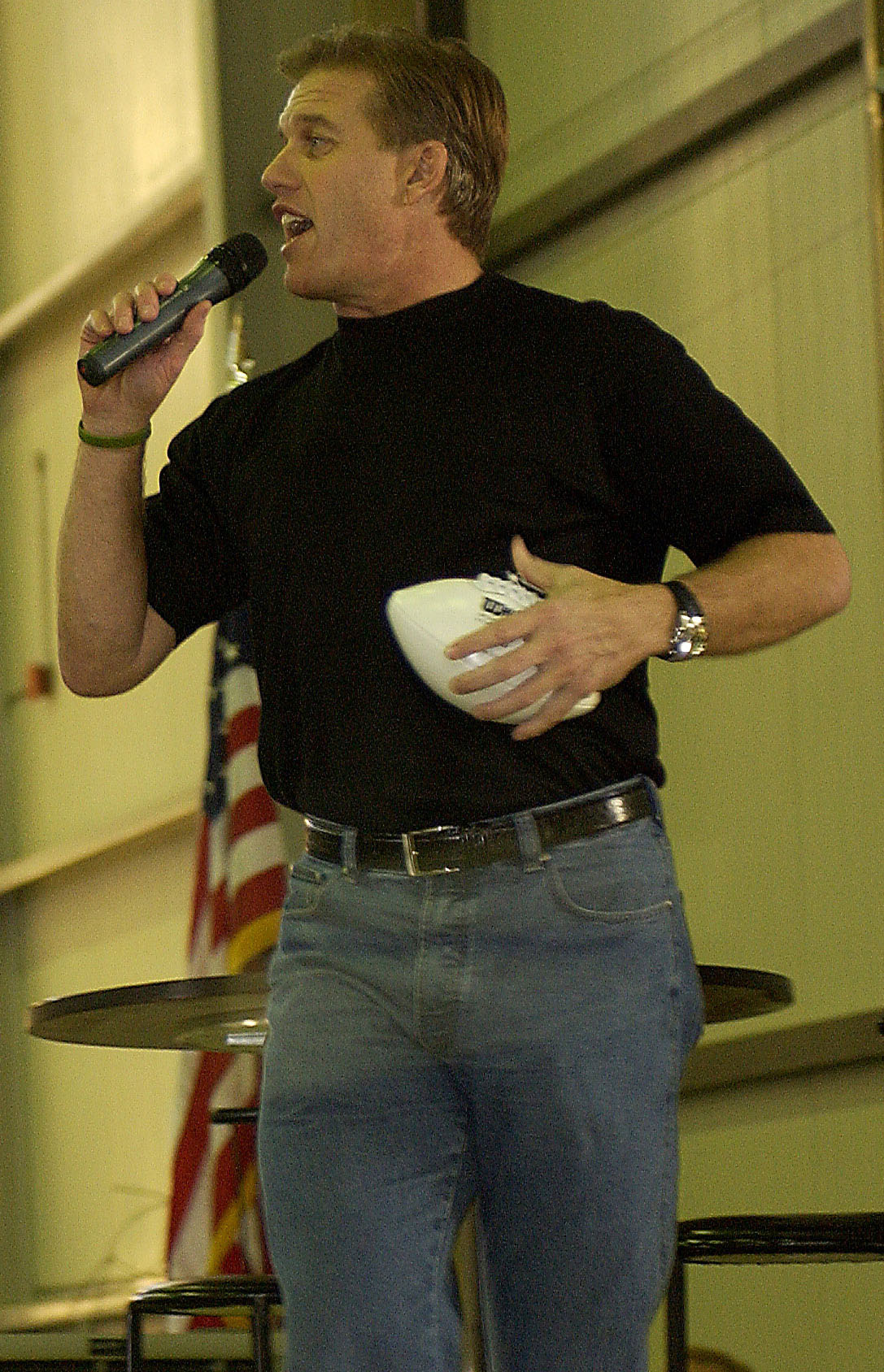
John Elway

John Albert Elway, Jr. (ur. 28 czerwca 1960 w Port Angeles w stanie Waszyngton) – amerykański zawodnik futbolu amerykańskiego, grający z numerem 7 na pozycji quarterbacka w drużynie Denver Broncos występującej w lidze National Football League. 
John Elway został wybrany jako pierwszy zawodnik w drafcie NFL w 1983 roku przez drużynę Baltimore Colts. Nie chciał jednak występować w tej drużynie i został oddany do drużyny Denver Broncos, gdzie spędził całą karierę. W 1987 roku zdobył nagrodę dla najbardziej wartościowego gracza ligi NFL. Pięciokrotnie występował w meczu finałowym Super Bowl ligi NFL, dwukrotnie zdobywając mistrzostwo. Został najbardziej wartościowym zawodnikiem Super Bowl XXXIII. Był to jego ostatni mecz w karierze. Dziewięciokrotnie był wybierany do meczu gwiazd Pro Bowl.
W 2004 roku został wybrany do Pro Football Hall of Fame.